# De Smaak van De Keyser
De Smaak van De Keyser was een 10-delige Belgische televisieserie die van 7 december 2008 tot 8 februari 2009 iedere zondag werd uitgezonden door één. Het scenario is van Marc Didden.
Vanaf 6 januari 2009 werd de serie ook op de Franstalige zender La Une uitgezonden onder de naam L'empereur du goût ("De keizer van de smaak"). De serie werd hiervoor in het Frans nagesynchroniseerd. De RTBf en de Franse Gemeenschap assisteerden in deze Caviar productie. Er is ook belangstelling vanuit andere landen voor de serie, onder andere vanuit Nederland.
Op het Festival International des Programmes Audiovisuels (FIPA) in Biarritz werd de serie in januari 2009 bekroond met de Fipa d'Or van de beste fictieserie, de beste actrice (Marieke Dilles) en de beste muziek (Wim De Wilde). Op 27 maart 2009 kreeg de serie de Vlaamse Televisie Ster 2008 voor Beste Fictieprogramma uitgereikt door de Vlaamse Televisie Academie. Matthias Schoenaerts werd ook als Beste Acteur gekozen.

## Verhaal
1939. Helena De Keyser verpandt haar hart aan Alfred, haar grote liefde. Maar tijdens de oorlog komt Alfred in onduidelijke omstandigheden om het leven in het oorlogsgevangenenkamp van Fallingbostel. Helena trouwt uiteindelijk met George, Alfreds vriend. Ze stort zich op haar levenswerk: jeneverdistillerie De Keyser in Hasselt.
2008. Op vraag van haar grootmoeder Helena start kleindochter Alessandra een onderzoek naar de ware toedracht van Alfreds dood. Hierbij stuit ze op lang begraven gebeurtenissen. Deze feiten werpen een nieuw licht op het verleden.
"De Smaak van De Keyser" is een familiesaga rond drie generaties van vrouwen in een Hasseltse jeneverstokerij. Het is ook het verhaal van een spannende en mysterieuze zoektocht naar de waarheid en, zijdelings, naar de ultieme smaak van jenever.

## Cast
| Personage               | De Smaak van De Keyser | De Smaak van De Keyser | De Smaak van De Keyser |  |
| Personage               | Jong (1940)            | Jong (1961)            | Oud (2008)             |  |
| ----------------------- | ---------------------- | ---------------------- | ---------------------- |  |
| Helena De Keyser        | Marieke Dilles         | Katelijne Damen        | Katelijne Damen        |  |
| Alessandra Cimino       |                        |                        | Laura Verlinden        |  |
| Martine Reeckmans       |                        | Lotte Pinoy            | Marijke Pinoy          |  |
| Alfred Lenaerts         | Matthias Schoenaerts   |                        |                        |  |
| George Reeckmans        | Mathijs Scheepers      | Vic De Wachter         | Vic De Wachter         |  |
| Jacques Marchoul        | Tibo Vandenborre       | Johan Leysen           | Johan Leysen           |  |
| Thieu Verdin            | Nico Sturm             | Dirk Van Dijck         | Dirk Van Dijck         |  |
| Charlotte Vranken       | Lotte Heijtenis        | Katelijne Verbeke      | Katelijne Verbeke      |  |
| Ruben Lenaerts          |                        |                        | Jeroen Van Dyck        |  |
| Mario                   |                        |                        | Kevin Janssens         |  |
| Louise Lecron           | Laura Grosjean         | Marie Vinck            | Hilde Van Mieghem      |  |
| Beppe Cimino            |                        | Pieter Embrechts       |                        |  |
| Anna                    | Maaike Neuville        |                        | Karin Tanghe           |  |
| Germaine Sergooris      | Camilia Blereau        |                        |                        |  |
| Henri De Keyser         | Serge-Henri Valcke     |                        |                        |  |
| Charles                 | Frank Vercruyssen      |                        |                        |  |
| Klaus                   | Serge Falck            |                        |                        |  |
| Lecron                  | Erico Salamone         |                        |                        |  |
| Franz                   | Ludo Busschots         |                        |                        |  |
| Hans                    | Roger Baum             |                        |                        |  |
| Detlef                  | Robert de la Haye      |                        |                        |  |
| Setzer                  | Ruud Gielens           | Ruud Gielens           |                        |  |
| Kornelis                | Koen van Kaam          |                        |                        |  |
| Jeuniau                 | Koen Van Impe          | Koen Van Impe          |                        |  |
| Veldwachter             | Manou Kersting         |                        |                        |  |
| Waard café              | Gowie Meeusen          | Gowie Meeusen          | Gowie Meeusen          |  |
| Jonge vrouw             | Ginman Holly Fenlon    | Ginman Holly Fenlon    | Ginman Holly Fenlon    |  |
| Soldaat                 | Freek Pieters          |                        |                        |  |
| Oncoloog AZ             |                        |                        | Bob De Moor            |  |
| Sergeant Eben-Emael     | Norman Baert           |                        |                        |  |
| Nadine Lecron           | Aïssatou Diop          |                        |                        |  |
| Marconist               | Frederik Lebeer        | Frederik Lebeer        | Frederik Lebeer        |  |
| Gids Eben-Emael         |                        |                        | Steve Aernouts         |  |
| Notaris DK              | Hans De Munter         | Hans De Munter         | Hans De Munter         |  |
| Onderofficier Helmut    | Tom de Hoog            |                        |                        |  |
| Hoofdinspecteur politie | Luc Nuyens             | Luc Nuyens             | Luc Nuyens             |  |
| Arts Henri              | Theo Van Baarle        | Theo Van Baarle        | Theo Van Baarle        |  |
| Non Weeshuis            | Monique Ghysens        | Monique Ghysens        |                        |  |
| Madame Françoise        | Nicole Duret           | Nicole Duret           | Nicole Duret           |  |
| Revisor                 | Günther Lesage         | Günther Lesage         | Günther Lesage         |  |
| Julien                  | Renaud Rutten          | Renaud Rutten          | Renaud Rutten          |  |
| Demolder                | Jean Knepper           | Jean Knepper           | Jean Knepper           |  |
| Blerot                  | Carlo Ferrante         | Carlo Ferrante         | Carlo Ferrante         |  |
| Procureur Luik          |                        | Yves Degen             |                        |  |
| Rechercheur             |                        | Wim Danckaert          |                        |  |
| Ambtenaar gevangenis    |                        | Marc Didden            |                        |  |
| Officier Justitie       | Peter Rouffaer         | Peter Rouffaer         | Peter Rouffaer         |  |
| Robert Van Opstal       |                        | Jakob Beks             |                        |  |
| Burgemeester            | Danny Riesterer        | Danny Riesterer        | Danny Riesterer        |  |
| Gaston                  | Elie Lison             | Elie Lison             | Elie Lison             |  |
| boekhouder DKD          | Eric Kerremans         | Eric Kerremans         | Eric Kerremans         |  |
| Agent                   | Wouter Hendrickx       | Wouter Hendrickx       | Wouter Hendrickx       |  |
| Tweede boekhouder DKD   | Antoine Vanderauwera   | Antoine Vanderauwera   | Antoine Vanderauwera   |  |
| Burgemeester            | Staf Damen             | Staf Damen             | Staf Damen             |  |
| Elisabeth Lenaerts      |                        |                        | Chris Thys             |  |
| Taxichauffeur           | Peter Gorissen         | Peter Gorissen         | Peter Gorissen         |  |
| Vader Marchoul          | François Beukelaers    |                        |                        |  |
| Marcelleke              |                        | Robbe & Wouter De Laet |                        |  |
| Meester Moens           | Peter Van den Eede     | Peter Van den Eede     | Peter Van den Eede     |  |

## Totstandkoming
De televisieserie Katarakt, die eerder werd uitgezonden, zorgde voor meer bekendheid van Limburg, meer bepaald het Zuid-Limburgse Haspengouw. Om Hasselt als hoofdstad van de smaak meer bekendheid te geven, verleenden Toerisme Vlaanderen vzw, de stad Hasselt en de Provincie Limburg hun medewerking aan de realisatie van deze televisieserie.
De serie werd opgenomen op diverse Hasseltse locaties, zoals de Japanse Tuin, het Gerechtshof op de Havermarkt, de beschermde, door architect Huib Hoste ontworpen directeurswoning aan de Koningin Astridlaan en het Nationaal Jenevermuseum Hasselt. Ook het Fort van Eben-Emael was een van de belangrijke plaatsen waar men opnames maakte. Maar alle scènes die zich in het fort afspelen, zijn in het Fort van Liezele opgenomen. Dit fort leende zich, met de historische zalen anno 1940 en onderaardse gangen, perfect als locatie voor de opnames. De buitenscènes werden in hoofdzaak opgenomen boven op het fort van Tancrémont. Ook alle special effects zoals explosies, vuur en rook werden in het Fort van Liezele opgenomen. Behalve in Limburg werd er ook in Namen, Mariembourg en Marche-en-Famenne gedraaid.
De beelden in de moderne stokerij werden gefilmd in de Graanstokerij Braeckman in Oudenaarde, in Oost-Vlaanderen.
In 2009 loopt er in het Nationaal Jenevermuseum Hasselt een tentoonstelling The making of over de realisatie van de serie. De cast en de crew geven dan uitleg hoe de serie tot stand kwam en hoe zij zich inleefden in de plot. Voor de serie werden vele stukken uit de collectie uitgeleend, zoals het materiaal voor het laboratorium van Helena, de stempels van de accijnsbeambte en de ketels van de sluikstoker George. De museumstaf stelde zijn kennis ter beschikking van de makers van de serie en corrigeerde waar nodig het scenario op technische onnauwkeurigheden.